# Psechrus singaporensis
Espèce
Synonymes
- Psechrus curvipalpis Fage, 1929

Psechrus singaporensis est une espèce d'araignées aranéomorphes de la famille des Psechridae.

## Distribution
Cette espèce se rencontre en Malaisie péninsulaire, à Singapour et en Indonésie à Sumatra,.

## Description
La femelle holotype mesure 11 mm.
La femelle décrite par Levi en 1982 mesure 11,1 mm.

## Systématique et taxinomie
Cette espèce a été décrite par Thorell en 1895.
Psechrus curvipalpis a été placée en synonymie par Levi en 1982.

## Étymologie
Son nom d'espèce, composé de singapor[e] et du suffixe latin -ensis, « qui vit dans, qui habite », lui a été donné en référence au lieu de sa découverte.

## Publication originale
- Thorell, 1895 : « Decas aranearum in ins. Singapore a Cel. Th. Workman inventarum. » Bollettino della Società Entomologica Italiana, vol. 26, no 3/4, p. 321-355 (texte intégral).